# Rocío Delgado Gómez
Rocío Carla Delgado Gómez (ur. 21 lipca 1977 r.) – hiszpańska narciarka akrobatyczna specjalizująca się w skicrossie, uczestniczka Zimowych Igrzysk Olimpijskich 2010 w Vancouver. W lutym 2010 roku wzięła udział w konkursie ski crossu w ramach Zimowych Igrzysk Olimpijskich 2010 w Vancouver i zajęła w nim 31. miejsce. Zajęła także 24. miejsce w skicrossie na mistrzostwach świata w Inawashiro.

## Sukcesy

### Igrzyska olimpijskie
| Miejsce | Dzień     | Rok  | Miejscowość | Konkurencja | Zwycięzca       |
| ------- | --------- | ---- | ----------- | ----------- | --------------- |
| 31.     | 23 lutego | 2010 | Vancouver   | Skicross    | Ashleigh McIvor |

### Mistrzostwa Świata
| Miejsce | Dzień   | Rok  | Miejscowość | Konkurencja        | Zwycięzca       |
| ------- | ------- | ---- | ----------- | ------------------ | --------------- |
| 23.     | 2 marca | 2009 | Inawashiro  | Skoki akrobatyczne | Ashleigh McIvor |

#### Miejsca w klasyfikacji generalnej
- 2005/2006 – 86.
- 2007/2008 – 65.
- 2008/2009 – 143.
- 2009/2010 – 103.

#### Miejsca na podium
Jak dotąd Gómez nie stawała na podium zawodów Pucharu Świata.